# Barton MacLane
Barton MacLane (Columbia, 25 dicembre 1902 – Santa Monica, 1º gennaio 1969) è stato un attore statunitense.

## Biografia
Giocatore di football al college, bravo musicista in grado di suonare diversi strumenti quali pianoforte e violino, MacLane nacque il giorno di Natale del 1902 in Carolina del Sud e arrivò al cinema negli anni venti, ottenendo i primi ruoli secondari.
Nonostante abbia recitato in almeno un centinaio di film, non ebbe mai un ruolo da protagonista, ma apparve tuttavia in molte pellicole importanti, in qualità di comprimario e spesso nella parte del "cattivo", come in Le belve della città (1936) di William Keighley. Nello stesso anno prese parte a Brume (1936) di Howard Hawks e successivamente recitò sotto la direzione di Fritz Lang in Sono innocente (1937).
Con lo stesso regista lavorò nuovamente nel 1941 in Fred il ribelle, nella parte di un fuorilegge. Nel 1942 girò Dedizione con Henry Fonda, nel 1948 Il tesoro della Sierra Madre, per la regia di John Huston, con Humphrey Bogart e nel 1953 L'assalto al Kansas Pacific, con Sterling Hayden.
All'inizio degli anni cinquanta intraprese la carriera televisiva e negli anni sessanta ottenne il ruolo del Generale Peterson nella serie di culto Strega per amore. Morì il primo giorno del 1969 per un cancro.

## Filmografia parziale

### Cinema
- Foot-Ball (The Quarterback), regia di Fred C. Newmeyer (1926)
- Man of the Forest, regia di Henry Hathaway (1933)
- To the Last Man, regia di Henry Hathaway (1933)
- The Last Round-Up, regia di Henry Hathaway (1934)
- La pattuglia dei senza paura (G'Men), regia di William Keighley (1935)
- La riva dei bruti (Frisco Kid), regia di Lloyd Bacon (1935)
- La scomparsa di Stella Parish (I Found Stella Parish), regia di Mervyn LeRoy (1935)
- Il ponte (Stranded), regia di Frank Borzage (1935)
- Le belve della città (Bullets or Ballots), regia di William Keighley (1936)
- La tigre del Bengala (Bengal Tiger), regia di Louis King (1936)
- Brume (Ceiling Zero), regia di Howard Hawks (1936)
- L'ombra che cammina (The Walking Dead), regia di Michael Curtiz (1936)
- Smart Blonde, regia di Frank McDonald (1937)
- La legge della foresta (God's Country and the Woman), regia di William Keighley (1937)
- Sono innocente (You Only Live Once), regia di Fritz Lang (1937)
- Il principe e il povero (The Prince and the Pauper), regia di William Dieterle e William Keighley (1937)
- La miniera maledetta (Draegerman Courage), regia di Louis King (1937)
- Il gigante biondo (The Kid Comes Back), regia di B. Reeves Eason (1938)
- Torchy Runs for Mayor, regia di Ray McCarey (1939)
- Occidente in fiamme (Gold is Where You Find It), regia di Michael Curtiz (1938)
- Sfida a Baltimora (Stand Up and Fight), regia di W. S. Van Dyke (1939)
- Gli ammutinati (Mutiny in the Big House), regia di William Nigh (1939)
- Una pallottola per Roy (High Sierra), regia di Raoul Walsh (1941)
- Fred il ribelle (Western Union), regia di Fritz Lang (1941)
- Fulminati (Manpower), regia di Raoul Walsh (1941)
- Il dottor Jekyll e Mr. Hyde (Dr. Jekyll and Mr. Hyde), regia di Victor Fleming (1941)
- Il richiamo del nord (Wild Geese Calling), regia di John Brahm (1941)
- Il mistero del falco (The Maltese Falcon), regia di John Huston (1941)
- Vieni a vivere con me (Come Live With Me), regia di Clarence Brown (1941)
- Sesta colonna (All Through the Night), regia di Vincent Sherman (1941)
- Dedizione (The Big Street), regia di Irving Reis (1942)
- 19º stormo bombardieri (Bombardier), regia di Richard Wallace e Lambert Hillyer (1943)
- The Mummy's Ghost, regia di Reginald Le Borg (1944)
- L'azione continua (Marine Raiders), regia di Harold D. Schuster (1944)
- Comando segreto (Secret Command), regia di A. Edward Sutherland (1944)
- Tarzan e le amazzoni (Tarzan and the Amazons), regia di Kurt Neumann (1945)
- Nel mar dei Caraibi (The Spanish Main), regia di Frank Borzage (1945)
- San Quentin, regia di Gordon Douglas (1946)
- Notte di bivacco (The Wyoming Kid), regia di Raoul Walsh (1947)
- Tarzan e i cacciatori bianchi (Tarzan and the Huntress), regia di Kurt Neumann (1947)
- Il tesoro della Sierra Madre (The Treasure of the Sierra Madre), regia di John Huston (1948)
- Il vagabondo della città morta (Relentless), regia di George Sherman (1948)
- Sul fiume d'argento (Silver River), regia di Raoul Walsh (1948)
- Daniele tra i pellirosse (The Dude Goes West), regia di Kurt Neumann (1948)
- Le mura di Gerico (The Walls of Jericho), regia di John M. Stahl (1948)
- Angelo in esilio (Angel in Exile), regia di Allan Dwan e Philip Ford (1948)
- L'isola sconosciuta (Unknown Island), regia di Jack Bernhard (1948)
- La luce rossa (Red Light), regia di Roy del Ruth (1949)
- Non ci sarà un domani (Kiss Tomorrow Goodbye), regia di Gordon Douglas (1950)
- La figlia di Zorro (Bandit Queen), regia di William Berke (1950)
- Torna con me (Let's Dance), regia di Norman Z. McLeod (1950)
- Il magnifico fuorilegge (Best of the Badmen), regia di William D. Russell (1951)
- A sud rullano i tamburi (Drums in the Deep South), regia di William Cameron Menzies (1951)
- Squilli al tramonto (Bugles in the Afternoon), regia di Roy Rowland (1952)
- La carica degli apaches (The Half-Breed), regia di Stuart Gilmore (1952)
- Aquile tonanti (Thunderbirds), regia di John H. Auer (1952)
- L'assalto al Kansas Pacific (Kansas Pacific), regia di Ray Nazarro (1953)
- Frustateli senza pietà (Cow Country), regia di Lesley Selander (1953)
- Il mare dei vascelli perduti (Sea of Lost Ships), regia di Joseph Kane (1953)
- Jack Slade l'indomabile (Jack Slade), regia di Harold D. Schuster (1953)
- La storia di Glenn Miller (The Glenn Miller Story), regia di Anthony Mann (1954)
- La grande carovana (Jubilee Trail), regia di Joseph Kane (1954)
- Gli avvoltoi della strada ferrata (Rails Into Laramie), regia di Jesse Hibbs (1954)
- L'avamposto dell'inferno (Hell's Outpost), regia di Joseph Kane (1954)
- Il tesoro della montagna rossa (Treasure of Ruby Hills), regia di Frank McDonald (1955)
- Sfida a Green Valley (The Silver Star), regia di Richard Bartlett (1955)
- Orgoglio di razza (Foxfire), regia di Joseph Pevney (1955)
- La frustata (Backlash), regia di John Sturges (1956)
- Furia omicida (The Man Is Armed), regia di Franklin Adreon (1956)
- I violenti (Three Violent People), regia di Rudolph Maté (1956)
- I quattro cavalieri del terrore (Hell's Crossroads), regia di Franklin Adreon (1957)
- Furia a Rio Apache (Sierra Stranger), regia di Lee Sholem (1957)
- Venere indiana (Naked in the Sun), regia di R. John Hugh (1957)
- Testimone oculare (Girl on the Run), regia di Richard L. Bare (1958)
- Il ponticello sul fiume dei guai (The Geisha Boy), regia di Frank Tashlin (1958)
- Lo sceriffo è solo (Frontier Gun), regia di Paul Landres (1958)
- I mastini del West (Gunfighters of Abilene), regia di Edward L. Cahn (1960)
- Una corda per il pistolero (Noose for a Gunman), regia di Edward L. Cahn (1960)
- Angeli con la pistola (Pocketful of Miracles), regia di Frank Capra (1961)
- La legge dei fuorilegge (Law of the Lawless), regia di William F. Claxton (1964)
- Gli indomabili dell'Arizona (The Rounders), regia di Burt Kennedy (1965)
- La città senza legge (Town Tamer), regia di Lesley Selander (1965)
- Colpi di dadi, colpi di pistola (Arizona Bushwhackers), regia di Lesley Selander (1968)

### Televisione
- The Whistler – serie TV, episodio 1x02 (1954)
- Climax! – serie TV, episodio 1x06 (1954)
- The Kaiser Aluminum Hour – serie TV, episodio 1x02 (1956)
- Le avventure di Cheyenne Bill (Cheyenne) – serie TV, 1 episodio (1956)
- Crossroads – serie TV, episodio 1x20 (1956)
- Conflict – serie TV, episodi 1x07-1x16 (1956-1957)
- Lux Video Theatre – serie TV, 3 episodi (1955-1957)
- Telephone Time – serie TV, episodio 2x32 (1957)
- Corky, il ragazzo del circo (Circus Boy) – serie TV, episodio 1x29 (1957)
- Wire Service – serie TV, episodio 1x22 (1957)
- Indirizzo permanente (77 Sunset Strip) – serie TV, episodio 1x01 (1958)
- Westinghouse Desilu Playhouse – serie TV, episodi 1x07-2x06 (1958-1959)
- Tightrope – serie TV, episodio 1x30 (1960)
- Outlaws – serie TV, 27 episodi (1960-1961)
- Laramie – serie TV, 4 episodi (1960-1963)
- Perry Mason – serie TV, 4 episodi (1959-1964)
- I mostri (The Munsters) – serie TV, 1 episodio (1966)
- Gunsmoke – serie TV, 2 episodi (1966-1967)
- I Monkees (The Monkees) – serie TV, 1 episodio (1967)
- Hondo – serie TV, episodio 1x15 (1967)
- Strega per amore (I Dream of Jeannie) – serie TV, 35 episodi (1965-1969)

## Doppiatori italiani
- Luigi Pavese in La pattuglia dei senza paura (ridoppiaggio), Sfida a Baltimora, Una pallottola per Roy, Il richiamo del nord, Sesta colonna, Dedizione, Il tesoro della Sierra Madre, Il vagabondo della città morta, Sul fiume d'argento
- Carlo Romano in 19º stormo bombardieri, Gli avvoltoi della strada ferrata, Orgoglio di razza, La frustata, I violenti
- Giorgio Capecchi in Il principe e il povero, Le mura di Gerico, Luce rossa, Squilli al tramonto
- Bruno Persa in Fulminati, Il dottor Jekyll e Mr. Hyde, Vieni a vivere con me, Venere indiana
- Mario Besesti in Sono innocente, Nel mar dei Caraibi, Il mare dei vascelli perduti
- Arnoldo Foà in Angelo in esilio
- Michele Malaspina in La figlia di Zorro
- Augusto Marcacci in La carica degli apaches
- Cesare Polacco in Testimone oculare
- Giovanni Petrucci in Il dottor Jekyll e Mr. Hyde (ridoppiaggio)
- Dante Biagioni ne Il mistero del falco (ridoppiaggio)
- Renato Mori in Nel mar dei Caraibi (ridoppiaggio)
- Rodolfo Bianchi in L'assalto al Kansas Pacific (ridoppiaggio)[1]